# 獣王記
『獣王記』（じゅうおうき、Altered Beast）は、セガの横スクロールアクションゲームであり、日本では1988年6月よりアーケードゲームとして稼働を開始した。
アーケード版稼働以降、本作は多数の家庭用ゲーム機に移植されたほか、2019年にはセガが世界同時発売する復刻系ゲーム機・メガドライブ ミニにプリインストールされる42作品の一つとして収録された（北米・ユーロ版のみ。日本・アジア版には未収録）。
また、2005年にはフルリメイク作品『獣王記 -PROJECT ALTERED BEAST-』がPlayStation 2用ソフトとして発売された。

## ゲーム内容
本作は獣人族の戦士の戦いを描いた横スクロールアクションゲームであり、獣人はゲーム中に様々な獣へと変身しパワーアップする。
ステージ中現れる敵キャラクター、ラスケルトウルフのアルビノ（白い双頭の狼）を倒すと、パワーアップに必要なスピリットボールが現れる。プレイヤーが、それを取るとプレイヤーキャラクターはパワーアップすることができる。パワーアップはスピリットボールを複数回取ることで最大3段階まで可能であり、初期段階の「ノーマルボディ」から「マッスルボディ」、「マキシマムボディ」へとパワーアップしていき、3つ集めると最終形態である「獣人」へと変身する。ドラゴンは電撃、ウェアベアは石化ガスなど、獣人はそれぞれ特殊能力を持つ。変身できる獣人はステージごとに固定である。全5面のステージ構成となっている。
ファミリーコンピュータ版はPCエンジンCD-ROM版と同じく2人同時プレイは不可能だが、全8ステージに増えている。

## ストーリー
まだ天と地が混沌としていた古の時代に「獣人族」と呼ばれる種族が存在した。獣人族は体内の力が活性化し、精神力が極限まで高まると獣の姿をした獣人へと変身する能力を持っており、人間の知能と獣の力、神に匹敵する精神力を兼ね備えた「獣戦士」として恐れられていた。その強大な力で他種族を圧倒し、地上の支配者となった獣戦士たちだったが、自らを神と称する傲慢な振る舞いをしたことで神々の怒りを買ってしまう。ついには主神ゼウスによって石碑へと封じ込められ、長き眠りにつく。
それから千年の時が過ぎた頃、地底より復活した魔神が地上を支配し、魔神の討伐に向かった主神ゼウスの娘である女神アテナも囚われの身となる。娘を人質に取られ、自らの手出しができなくなった主神ゼウスは、一か八か獣戦士たちの封印を解き、彼らに魔神の討伐と女神アテナの救出を命じる。

## キャラクター

### プレイヤーキャラクター
獣戦士
本作の主人公で、本名は不明。かつて地上の支配者として君臨していた獣人族の戦士であり、神々の怒りを買ったことで石碑に封印されていた。ゲーム開始直後、主神ゼウスによって封印を解かれ、魔神にさらわれた女神アテナを救うために旅立つ。
通常時はたくましい肉体を持つ男性の姿をしているが、体内の力が活性化し、精神力が極限状態になると強大な力を持った獣人に変身する。
協力プレイ時は二人の獣戦士が登場し、1P側は赤、2P側は青を基調としたカラーリングとなる。

#### 変身可能な獣人
ウェアウルフ - ステージ1
火の玉を発射するファイアボール、全身を炎に包んで突進するフラッシュアタックを使用。
ウェアドラゴン - ステージ2
電撃を放つサンダースマッシュや、全方位に射程の短い電撃を放つレイバリアを使う。また、 獣人たちの中では唯一空を飛べるため、ジャンプボタンを使わない。
ウェアベア - ステージ3
口から石化ガスを吐くペトリフブレス、体を丸めて山なり機動で体当たりするスピンボンバーを使う。
ウェアタイガー - ステージ4
蛇行する衝撃弾を発射するソニックムーブメント、衝撃を纏ったキックを縦方向へ放つバーティカルインパルスを使う。
ゴールドウェアウルフ - ステージ5
ステージ1のウェアウルフの強化バージョンで、その名の通り黄金の毛並みを持つ。炎の色は異なるものの、使う技はウェアウルフと同じ。
ウェアライオン
ファミリーコンピュータ版の追加キャラクター。ウェアベアと同タイプの獣人。
ウェアシャーク
ファミリーコンピュータ版の追加キャラクター。外見は獣人と呼ぶよりはサメそのままの姿をしている。
ウェアフェニックス
ファミリーコンピュータ版の追加キャラクター。ウェアドラゴンと同タイプの獣人。

### ボス・敵
各ステージを一定まで進むとボスである魔神（ステージ4までは魔神の偽者）が現れ、この時獣人に変身していれば魔神が正体を現し、ボス戦へと突入する（変身していなかった場合は立ち去ってしまう）。最大三回まで出現し、三回目は獣人形態問わず強制的にボス戦になる。
ハガー
ステージ1ボス。魔神が無数の屍に命を吹き込んで創り出した怪物。瞬時に再生できる鬼のような頭を持っており、自身の首を次々と千切って投げつけて攻撃してくる。
PS2リメイク版に登場するアナスタシアの第一段階の変身が（頭部に似た塊を投げつけたりするなど）それと酷似している。
オクトアイズ
ステージ2ボス。巨大なシダ植物の化け物で、浮遊する無数の目玉のような胞子で攻撃してくる。
モルディスネイル
ステージ3ボス。カタツムリのような殻を持つ巨大なサラマンダー。独特の軌道で飛んでくる弾を放つ。
ファティクロコダイル
ステージ4ボス。浮遊するワニの化け物。口から小さな火竜を吐いたり、腹部から巨大な火炎弾を放つ。
セガ・バン・ベイダー
最終ボス。魔神の真の姿。金色のプロテクターを着けた屈強なサイの獣人で、突進攻撃やパンチなど、強烈な肉弾戦攻撃を行う。
ファミリーコンピュータ版では、アーケード版などとは違い上半身のみの巨体で登場する。
ディズニーアニメ映画「シュガー・ラッシュ」では悪役グループの一員として出演している。
PS2リメイク版にも酷似したボスが登場している。
キングオーガ
ファミリーコンピュータ版オリジナルのボス。セガ・バン・ベイダーと同タイプのイノシシの獣人。
クラーケン
ファミリーコンピュータ版オリジナルのボス。巨大なタコの化け物。
グレートデーモン
ファミリーコンピュータ版オリジナルのボス。両腕が翼になった上半身のみの女悪魔。

## 移植版
アーケード版が稼働を開始した後ほどなくして多くの家庭用ゲーム機に移植され、2010年代の主流ゲームハード（ニンテンドー3DS、PlayStation 3やXbox 360など）に至るまで連綿と移植作が世に出ているが、最初にリリースされたメガドライブ版の認知度が最も高いとされる。Sega Genesis（海外メガドライブ）版は『ソニック・ザ・ヘッジホッグ』（1991年）発売まで1年ほどGenesis本体にバンドルされており、初期Genesisの顔として、バンドルだけで50万本、トータルで約140万本の売り上げを記録している。日本のメガドライブ版は本体の一か月後に発売された最初期のタイトルで、メガドライブ本体のCMでもフィーチャーされた。
2019年にはセガが世界同時発売する復刻系ゲーム機・メガドライブ ミニにプリインストールされる42作品の一つとして収録された（北米・ユーロ版のみ。日本・アジア版には未収録）。
| No. | タイトル                                        | 発売日                                           | 対応機種                                            | 開発元                 | 発売元                          | メディア | 型式                                                                           | 備考 |
| --- | ----------------------------------------------- | ------------------------------------------------ | --------------------------------------------------- | ---------------------- | ------------------------------- | --- | ------------------------------------------------------------------------------ | --- |
| 1   | 獣王記 Altered Beast                            | 1988年11月27日 1989年8月14日 1990年1月1日        | メガドライブ                                        | セガ                   | セガ                            | 4メガビットロムカセット                                                                                                  | G-4001                                                                         | ステージマップにアーケード版にはない多重スクロールを使用。 売上本数は世界で約140万本。 |
| 2   | Altered Beast                                   | 1988年                                           | MSX                                                 | アクティビジョン       | アクティビジョン                | フロッピーディスク | -                                                                              | |
| 3   | Altered Beast                                   | 1989年1月1日                                     | セガ・マスターシステム                              | セガ                   | セガ                            | 2メガビットロムカセット                                                                                                  | 7018                                                                           | FM音源対応。 |
| 4   | 獣王記                                          | 1989年9月22日                                    | PCエンジンCD-ROM2                                   | ノバ                   | NECアベニュー                   | CD-ROM | HACD9001                                                                       | ナレーション入りのストーリーモードが収録されている。 ボイス関連はアーケード版と同じ物を使用。 CD-ROMでは世界初のピクチャーレーベル仕様で発売された。 システムカードver1.0以外でプレイすると動作不良を起こす。 （後日ユーザーが郵送し修正版を返送して対応） |
| 5   | 獣王記                                          | 1989年9月29日                                    | PCエンジン                                          | ノバ                   | NECアベニュー                   | 4メガビットHuCARD | H68G-1006                                                                      | CD-ROM2版をベースにしたタイニー版。 |
| 6   | Altered Beast                                   | 1989年                                           | Amiga Amstrad CPC Atari ST コモドール64 ZX Spectrum | アクティビジョン       | アクティビジョン                | フロッピーディスク カセットテープ                                                                                        | -                                                                              | |
| 7   | 獣王記                                          | 1990年7月20日                                    | ファミリーコンピュータ                              | インターリンク         | アスミック                      | 2メガビットロムカセット                                                                                                  | ASM-9J                                                                         | オリジナルキャラクター、ステージあり。 |
| 8   | Altered Beast                                   | 1990年                                           | PC/AT互換機                                         | Unlimited Software     | アクティビジョン                | フロッピーディスク | -                                                                              | |
| 9   | メガドライブ プレイTV                           | 2004年9月9日                                     | メガドライブ プレイTV                               | セガ                   | セガトイズ                      | プリインストール | -                                                                              | 本体にあらかじめ収録されている6タイトルの中の一つ。 ジェネシス版（メガドライブの北米版）『Altered Beast』を収録。 |
| 10  | 獣王記                                          | 2006年12月2日 2006年11月19日 2006年12月8日       | Wii                                                 | セガ                   | セガ                            | ダウンロード （バーチャルコンソール）                                                                                    | -                                                                              | メガドライブ版の移植。2019年1月31日 配信・販売終了 |
| 11  | ソニック アルティメット ジェネシスコレクション  | 2009年2月10日 2009年2月20日                      | PlayStation 3 Xbox 360                              | Backbone Entertainment | セガ                            | Blu-ray Disc DVD-ROM | PS3：BLUS-30259 XB3：68034                                                     | ジェネシス版ソフト40本以上を同時収録したうちの1作。 ジェネシス版の他エクストラゲームとしてアーケード版も収録。 日本では未発売だが日本用機器でも動作は可能。                                                                                                |
| 12  | 獣王記                                          | 2009年6月2日 2009年9月28日                       | Wii                                                 | セガ                   | セガ                            | ダウンロード （バーチャルコンソールアーケード）                                                                          | -                                                                              | アーケード版の移植。2019年1月31日 配信・販売終了 |
| 13  | 獣王記 Altered Beast                            | 2009年6月10日                                    | Xbox 360 (Xbox Live Arcade)                         | セガ                   | セガ                            | ダウンロード | -                                                                              | 海外アーケード版『Altered Beast』の移植。 Xbox OneとXbox Series X/Sが2024年12月6日 配信・販売終了 |
| 14  | 獣王記                                          | INT 2010年6月10日                                | iOS                                                 | セガ                   | セガ                            | ダウンロード | -                                                                              | |
| 15  | セガビンテージコレクション 獣王記 Altered Beast | 2011年8月31日 2011年9月6日                       | PlayStation 3                                       | セガ                   | セガ                            | ダウンロード | -                                                                              | メガドライブ版の移植。 |
| 16  | 3D 獣王記 3D Altered Beast                      | INT 2013年5月29日 2013年12月5日                  | ニンテンドー3DS                                     | エムツー               | セガ                            | ダウンロード | -                                                                              | メガドライブ版移植および下記アレンジモード版収録。 立体視対応、きまぐれ変身モードが追加。 2015年12月23日発売の『セガ3D復刻アーカイブス2』にも収録。 |
| 17  | Sega Genesis Classics                           | 2018年5月29日 Switch 2018年12月7日 2018年12月6日 | Linux macOS PlayStation 4 Xbox One Nintendo Switch  | d3t セガ               | セガ                            | ダウンロード (Steam、PlayStation Store、 Microsoft Store、 ニンテンドーeショップ) BD-ROM Nintendo Switch専用ゲームカード | PS4: CUSA-10828 CUSA-09771 XBO: INL-SE10663080 Switch: HAC-P-AQGKB HAC-P-AQGKA | メガドライブ版の移植。 |
| 18  | Altered Beast                                   | 2019年9月19日 2019年10月4日                      | SEGA Genesis Mini SEGA Mega Drive Mini              | エムツー               | セガゲームス（当時の社名）      | プリインストール | -                                                                              | 本体にあらかじめ収録されている42タイトルの中の一つ。 日本版・アジア版「メガドライブ ミニ」には未収録。 |
| 19  | 獣王記                                          | 2020年12月17日                                   | アストロシティミニ                                  | 瑞起                   | セガトイズ（発売） セガ（販売） | プリインストール | -                                                                              | アーケード版の移植。 本体にプリインストールされた36作品+おまけ1の一つ。 |
| 19  | セガ メガドライブ for Nintendo Switch Online    | 2021年12月17日                                   | Nintendo Switch                                     | 任天堂 エムツー        | 任天堂                          | ダウンロード | -                                                                              | メガドライブ版の移植。 |

付記
Wii版バーチャルコンソール（現在は配信終了）や3DS版『3D 獣王記』の移植に関与したセガの奥成洋輔によると、セガがリリースしたVC版の中では本作メガドライブ版の売れ行きが良く、これが3DS版の制作につながったとのこと。
また、本作のメガドライブ版および『ゴールデンアックス』のバーチャルコンソールにて配信開始に合わせ、ファッションブランドマーズ・シックスティーンよりコラボレーションTシャツが発売された。
アストロシティミニ版は、セガグループの1社であるセガトイズが、2020年12月17日にリリースした「アストロシティミニ」用に収録。「アストロシティミニ」は往年のセガ製汎用アーケードゲーム用筐体「アストロシティ」を外観のモチーフとし、1980年代から1990年代中期のアーケードゲーム36作品（+おまけ1作品）がプリインストールされた「復刻系ゲーム機」である。基本的にアーケード版オリジナルをほぼそのまま収録しているが、本体の機能として「どこでもセーブ」（ステートセーブ）などプレイに便利な機能がいくつか使える。なお、本機にはアーケード版のゲームデザイナー内田誠が手掛けた別作『ゴールデンアックス』（アーケード版）と、その続編『ゴールデンアックス デスアダーの復讐』も収録されている。

## 開発
本作のゲームデザイナーであるセガの内田誠は、元々の発想を愛読していた夢枕獏や平井和正が書いた「ヒトが異形の姿に変容して戦う」系譜の小説から得たと述べている。
また、内田は狼男が登場する映画『ハウリング』等も本作の開発に影響与えたとも述べている。
本作の開発に用いられていたアーケード基板・システム16Bには大きな絵を出せる機能があったため、内田はデザイナーと協力し、この機能を利用して画面いっぱいに主人公が獣人に変身するシーンを最初の1か月で作り出した。
敵キャラクターの一種であるチキンレッグは社員食堂で内田が食べたチキンの脚の丸焼きをヒントに生み出されており、 『ゴールデンアックス』 シリーズや 『ダイナマイト刑事』、および本作のリメイク版など様々なゲームにゲスト出演している。

## スタッフ
メガドライブ版
- コーディネート：NO NUKES
- デザイナー：PHOENIX RIE（小玉理恵子）、UDI
- プログラマー：TASI、HEALTHY TATS（松田達夫）、MOMONGA MOMO（百田浩志）
- サウンド：NAV（長井和彦）
- スペシャル・サンクス：忍チーム

PCエンジン版
- エグウゼクティブ・プロデューサー：なんぶしげのぶ
- プロデューサー：多部田俊雄
- ディレクター：小座間隆
- プログラマー：めすだひでき
- グラフィック：高原保法
- 音楽：METAL YAMASHITA（山下賢一）、むろほしふみな
- アシスタント：おちあいちえこ、松田浩史
- スペシャル・サンクス：渡辺矩之、いしばしよしこ、鈴木富美子

ファミリーコンピュータ版
- ゲーム・デザイナー：T.KAMATA、三浦秀樹、M.SATO
- グラフィック・デザイナー：やまぐちあつし、M.SATO、やまだこういち、あおやましんご、Y.MARUYAMA、いわおつとむ、N.UCHIKAWA
- プログラマー：ほんだきよし
- サウンド・クリエイター：飯野賢治、平沢道也
- スペシャル・サンクス：K.MAYUMI、たかさきかずゆき、K.OKUDA、おかもとひろし、いいむらいちろう
- ディレクター：みなみたかひろ
- エグゼクティブ・ディレクター：二村俊行

## 評価
アーケード版
ゲーム誌『ゲーメスト』（新声社）誌上で行われていた「第2回ゲーメスト大賞」において年間ヒットゲームで47位を記録した。また、1991年にそれまで発売されていたアーケードゲーム全てを対象に行われたゲーメスト読者の人気投票によるゲーメストムック『ザ・ベストゲーム』の「ビデオゲームフルリスト」の紹介文では、「ファンタジックなにおいがただようアクションゲーム。パワーアップすることによっていろいろなけものに変身する。クマの変身が笑える」と評されている。
ライターの稲波は前田尋之の公式サイト「電脳世界のひみつ基地」に寄せた記事の中で、ひ弱な主人公が玉を取るたびに筋肉質になっていき、最後は獣人やドラゴンに変身するのが面白く、見かけるとつい遊んでしまうと評価している。一方で、苦労してたどり着いたエンディングの内容に脱力したとも振り返っている。
メガドライブ版
ゲーム誌『ファミコン通信』の「クロスレビュー」では合計24点（満40点）、『メガドライブFAN』の読者投票による「ゲーム通信簿」での評価は以下の通り16.15点（満30点）となっている。
| 項目 | キャラクタ | 音楽 | 操作性 | 熱中度 | お買得度 | オリジナリティ | 総合  |
| 得点 | 2.99       | 2.57 | 2.67   | 2.51   | 2.45     | 2.96           | 16.15 |
メガドライブ版の評価はメディアによって分かれており、イギリスのゲーム雑誌『ACE』では100点満点中94点だった一方、「Sega Power」では40点だった。イギリスのメガドライブ専門誌「Mega」誌の「the 10 Worst Mega Drive Games of All Time」（クソゲーワーストテン）で2位の『Last Battle』（メガドライブ版『北斗の拳』）を抑えて一位となっている。
PCエンジンCD-ROM2版
ゲーム誌『ファミコン通信』の「クロスレビュー」では、5・6・7・3の合計で21点（満40点）、『マル勝PCエンジン』では6・5・6・7の合計24点（満40点）、『PC Engine FAN』の読者投票による「ゲーム通信簿」での評価は以下の通り21.22点（満30点）となっている。また、この得点はPCエンジン全ソフトの中で229位（485本中、1993年時点）となっている。同雑誌1993年10月号特別付録の「PCエンジンオールカタログ'93」では「ビジュアルシーンが魅力的」、「Huカード版との相違点は、業務用のデモ画面が収録されていることだ。そして、価格がHuカード版より1000円安くなっている。業務用同様音声が出ることも魅力。ただ、ゲーム中動きが中断するのはちょっと残念」と紹介されている。
| 項目 | キャラクタ | 音楽 | 操作性 | 熱中度 | お買得度 | オリジナリティ | 総合  |
| 得点 | 3.80       | 3.92 | 3.18   | 3.48   | 3.49     | 3.35           | 21.22 |
PCエンジン（HuCARD）版
ゲーム誌『ファミコン通信』の「クロスレビュー」では合計23点（満40点）、『マル勝PCエンジン』では6・5・6・7の合計24点（満40点）、『PC Engine FAN』の読者投票による「ゲーム通信簿」での評価は以下の通り20.95点（満30点）となっている。また、この得点はPCエンジン全ソフトの中で266位（485本中、1993年時点）となっている。
| 項目 | キャラクタ | 音楽 | 操作性 | 熱中度 | お買得度 | オリジナリティ | 総合  |
| 得点 | 3.89       | 3.61 | 3.32   | 3.60   | 3.17     | 3.37           | 20.95 |
ファミリーコンピュータ版
ゲーム誌『ファミコン通信』の「クロスレビュー」では合計21点（満40点）、『ファミリーコンピュータMagazine』の読者投票による「ゲーム通信簿」での評価は以下の通り16.01点（満30点）となっている。
| 項目 | キャラクタ | 音楽 | 操作性 | 熱中度 | お買得度 | オリジナリティ | 総合  |
| 得点 | 2.72       | 2.72 | 2.58   | 2.71   | 2.69     | 2.59           | 16.01 |